# Dalovice
Dalovice (deutsch Dallwitz) ist eine Gemeinde im Karlovarský kraj in Tschechien.

## Geographie

### Lage
Dalovice ist ein östlicher Vorort von Karlsbad, der direkt an das Stadtgebiet grenzt und an der Mündung des Baches Vitický potok (auch Dalovický potok genannt) in die Eger an deren linkem Ufer liegt.

### Gemeindegliederung
Die Gemeinde Dalovice besteht aus den Ortsteilen Dalovice (Dallwitz),  Všeborovice (Schobrowitz) und Vysoká (Hohendorf), die zugleich auch Katastralbezirke bilden. Grundsiedlungseinheiten sind Dalovice, Všeborovice, Všeborovice-u Ohře, Všeborovice-za dálnicí, Vysoká und Zálesí.

## Geschichte

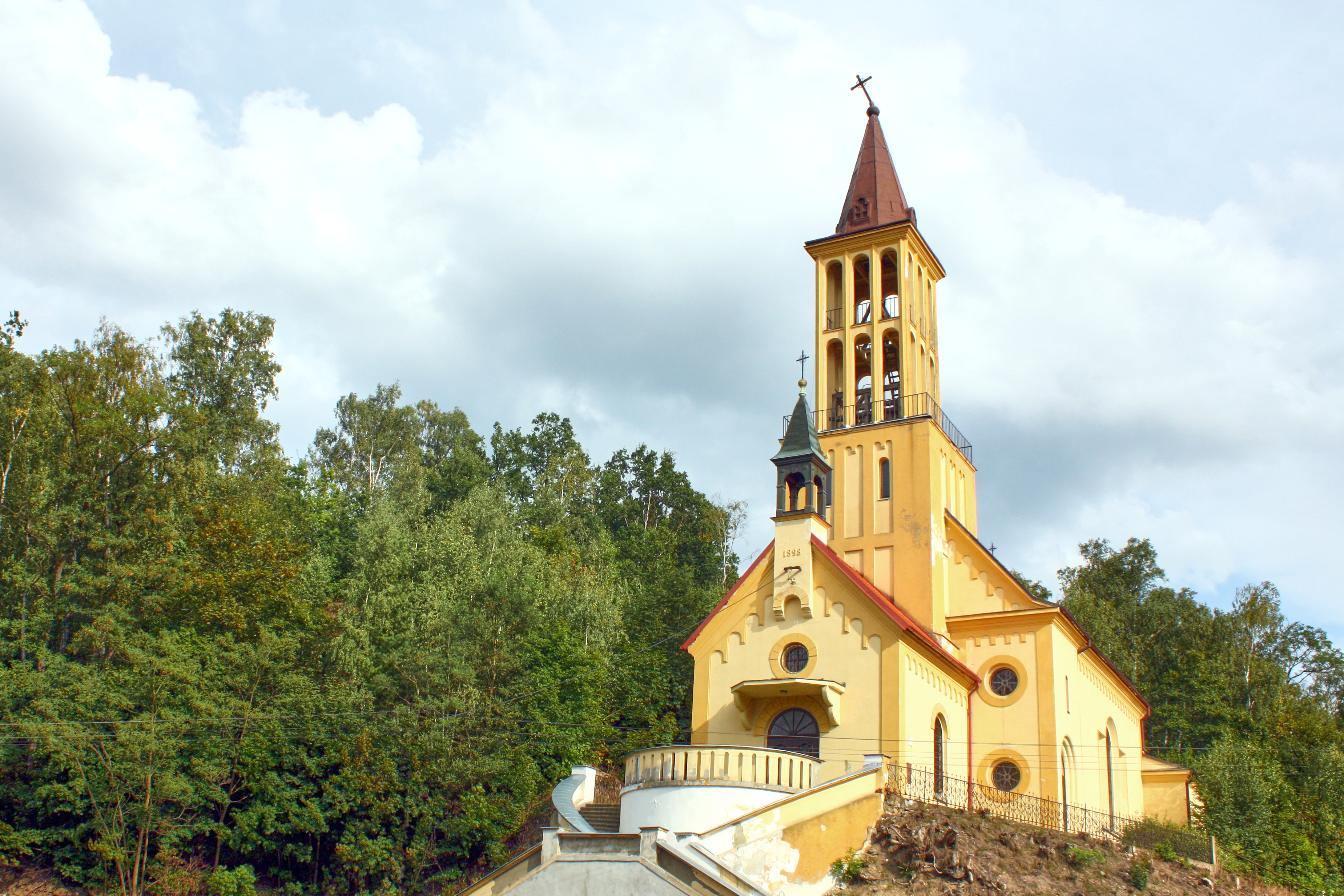
Kirche in Dalovice

Das Dorf Dalovice gehörte ursprünglich zu den Lehngütern der Burg Loket. Die ursprüngliche Feste war nach archäologischen Funden gegen Ende des 12. Jahrhunderts gegründet worden. Die ersten schriftlichen Erwähnungen stammen aus den Jahren 1457 und 1462, als „de Stalticz“ und später „de Talticz“ erwähnt wurden. Später erwarben die Mitglieder des Hauses Hýzrl aus Chodov das Dorf. Am 6. Februar 1503 wurde Dalovice von Truppen der Herren von Schlick belagert und erobert. Danach wurde die alte Festung verlassen. Das ursprünglich landwirtschaftliche Dorf änderte im 19. Jahrhundert – nach der Entdeckung von Kaolinvorkommen – sein Gesicht. 1804 wurde die erste  Steingut-, später eine Keramikmanufaktur gegründet. Daneben entstanden die ersten Ziegeleien, eine Brauerei, eine Mühle und ein Sägewerk.
Die Gemeinde wurde von einigen bedeutenden Persönlichkeiten besucht, so vom kaiserlichen Heerführer Ottavio Piccolomini; neunmal war Johann Wolfgang von Goethe zu Besuch. Der Dichter Theodor Körner kurierte hier seine Verletzungen aus den Napoleonischen Kriegen aus; bei Dallwitz befanden sich die von ihm besungenen uralten „Dallwitzer Eichen“. Die Körnereiche steht immer noch und ist ein Naturdenkmal.
Nach dem Münchner Abkommen wurde der Ort 1938 dem Deutschen Reich zugeschlagen und gehörte bis 1945 zum Landkreis Karlsbad im Reichsgau Sudetenland, Regierungsbezirk Eger.
Nach Ende des Zweiten Weltkriegs wurde die deutsche Bevölkerung aus dem deutsch besiedelten Gebiet vertrieben.

## Demographie
| Jahr | Einwohner | Anmerkungen                                        |
| ---- | --------- | -------------------------------------------------- |
| 1846 | 0597      | in 63 Häusern, darunter eine israelitische Familie |
| 1857 | 0858      | [ 9 ]                                              |
| 1869 | 1194      | [ 9 ]                                              |
| 1880 | 1556      | [ 10 ]                                             |
| 1890 | 1855      | [ 10 ]                                             |
| 1900 | 2066      | deutsche Einwohner                                 |
| 1910 | 2043      | [ 10 ]                                             |
| 1921 | 2103      | [ 10 ]                                             |
| 1930 | 2287      | [ 12 ]                                             |
| 1939 | 2276      | [ 12 ]                                             |

| Jahr      | 1950 | 1961 1 | 1970 1 | 1980 1 | 1991 1 | 2001 1 | 2011 1 |
| Einwohner | 1300 | 2125   | 1880   | 1895   | 1766   | 1812   | 1870   |

## Söhne und Töchter der Gemeinde
- Anton Dietz (1888–1960), österreichischer Polizeiinspektor und Gerechter unter den Völkern
- Johann Nepomuk von Schönau (1753–1821), böhmischer Industrieller
- Peter Pfeiffer (* 1943), deutscher Designer